# Eodalis dentellus
Eodalis dentellus là một loài bọ cánh cứng trong họ Cerambycidae.